# قائمة زملاء الجمعية الملكية المنتخبين في 1964
هذه الصفحة تعرض قائمة زملاء الجمعية الملكية المُنتخبين لعام 1964.

## الزملاء
- مارغريت بوربيدج
- سيريل غارنهام
- John Riley Holt [الإنجليزية]‏
- Dan Eley [الإنجليزية]‏
- Peter Fowler (physicist) [الإنجليزية]‏
- فرانك ادامز
- Jack Harley [الإنجليزية]‏
- David George Kendall [الإنجليزية]‏
- رودني بورتر
- أ. دي. والش [الإنجليزية]‏
- توماس جولد
- George Wallace Kenner [الإنجليزية]‏
- P.A. Sheppard [الإنجليزية]‏
- William Hayes (geneticist) [الإنجليزية]‏
- Russell Brain, 1st Baron Brain [الإنجليزية]‏
- Alan Robertson (geneticist) [الإنجليزية]‏

## الأعضاء الأجانب
- Tracy Sonneborn [الإنجليزية]‏
- أندريه كولموغوروف
- جيمس فرانك
- كونراد لورنتس